# Andreas Grapatin
Andreas Leo Grapatin (* 3. Dezember 1963 in Riesa) ist ein deutscher Politiker.

## Leben
Nach dem Schulabschluss absolvierte er bis 1983 eine Ausbildung zum Regelungstechniker. Von 1983 bis 1991 war er in seinem Beruf in verschiedenen Dresdner Unternehmen tätig. 1989/90 war er Bausoldat der NVA. Von 1991 bis 1995 war als Mitarbeiter eines Dresdner Bundestagsabgeordneten tätig. Danach wurde er ab 1995 Angestellter im Sächsischen Staatsministerium für Kultus. Grapatin ist römisch-katholisch, verheiratet und hat zwei Kinder.

## Politik
Seit Dezember 1989 war Grapatin Mitglied der CDU und der Jungen Union. Innerhalb der Nachwuchsorganisation war er von 1991 bis 1993 im Kreisvorstand Dresden und von 1992 bis 1994 im Landesvorstand Sachsen/Niederschlesien aktiv. Kommunalpolitisch war er von 1994 bis 2004 Stadtrat in der sächsischen Landeshauptstadt Dresden.
Von 1999 bis 2009 war er für den Wahlkreis Dresden 5 Mitglied des Sächsischen Landtages und Sprecher der CDU-Fraktion für Vertriebene und Spätaussiedler. Innerhalb des Parlaments war er Mitglied im Verfassungs-, Rechts- und Europaausschuss, im Ausschuss für Schule und Sport sowie im Ausschuss für Soziales, Gesundheit, Familie, Frauen und Jugend. Nach der Landtagswahl in Sachsen 2009 schied er aus dem Parlament aus. Danach arbeitete Grapatin bis 2017 als Leiter des sächsischen Verbindungsbüros in Breslau (Wrocław). Von dort wechselte er in das Sächsische Staatsministerium für Kultus. Im Juni 2017 trat er aus der CDU aus und begann im April 2018 eine Tätigkeit als parlamentarischer Berater bei der AfD-Fraktion im Sächsischen Landtag. Bei der Wahl zum Sächsischen Landtag am 1. September 2024 trat er auf der Landesliste der Werteunion an.